# Цеплис, Гатис
Гатис Цеплис (род. 1 мая 1971, Рига) — бывший профессиональный хоккейный защитник из Латвии.

## Карьера
Гатис Цеплис прибыл в Соединенные Штаты из Риги после пяти сезонов профессионального хоккея в России и Чехии. С 1996 по 1997 год он играл за Huntsville Channel Cats, Nashville Nighthawks и San Antonio Iguanas. В сезоне 1997—1998 годов Цеплис играл под руководством Билла Макдональда и его команды «Форт-Уэрт Брахмас», забив 19 голов и отдав 45 передач, набрав 64 очка, и занял 3-е место в лиге среди защитников по результативности. Из-за своих голевых способностей он сыграл двухматчевый вызов против «Детройт Вайперс».